# Nadolce
Nadolce – kolonia w Polsce położona w województwie lubelskim, w powiecie tomaszowskim, w gminie Łaszczów.
W latach 1975–1998 miejscowość administracyjnie należała do województwa zamojskiego.
Kolonia stanowi sołectwo gminy Łaszczów. Według Narodowego Spisu Powszechnego z roku 2011 kolonia liczyła 173 mieszkańców.
Wierni Kościoła rzymskokatolickiego należą do parafii Świętych Apostołów Piotra i Pawła w Łaszczowie.

## Historia
Nadolce opisano w XIX wieku jako folwark w powiecie tomaszowskim, gminie Czerkasy, parafii Łaszczów. W roku 1883 folwark ten stanowił własność Szeptyckich, należał do dóbr Łaszczów, posiadał 6 domów mieszkalnych, 2183 mórg gruntów ornych oraz 292 morgi lasu. Na obszarze folwarku był dwór murowany z obszernym ogrodem.